# JeruZalem
Pour plus de détails, voir Fiche technique et Distribution.
JeruZalem est un film israélien réalisée par Doron Paz et Yoav Paz sorti en 2015.

## Synopsis
Deux jeunes américaines, Rachel et Sarah, partent en vacances à Jérusalem, lors du Yom Kippour. Sur place, elles rencontrent un étudiant en anthropologie mais en le suivant, elles vont accidentellement ouvrir la porte des enfers et déclencher le Jugement dernier.

## Fiche technique
- Titre original et français : JeruZalem
- Réalisation :  Doron Paz et Yoav Paz
- Scénario :
- Production :
- Distribution : M6 vidéos
- Société(s) de production :
- Photographie :
- Musique :
- Genre(s) : Epouvante - Horreur
- Durée : 1h34
- Dates de sortie :
  -  Israël : 10 juillet 2015 (Jerusalem Film Festival)[1]
  -  France : 6 avril 2016
- Classification : Interdit aux moins de 12 ans

## Distribution
- Yael Grobglas (VF : Héloïse Chettle) : Rachel Klein[2]
- Danielle Jadelyn (VF : Sophie O.) : Sarah Pullman
- Yon Tumarkin (VF : Julien Chettle) : Kevin Reed[3]
- Tom Graziani (VF : Michel Barrio) :  Omar[4]
- Howard Rypp : Howard Pullman
- Yoav Koresh : Yehuda
- Ori Zaltzman (VF : Olivier Valiente) : Tomer
- Fares Hananya (VF : Jean-Paul Szybura) : M. Fauzi
- Itsko Yampulski : David

## Critique Ciné
« En bref, Jeruzalem reste un divertissement honorable qui derrière son côté amateur parvient à nous proposer quelque chose d’efficace par intermittence. »

— Cadebordedepotins

« Pour nous narrer cette nouvelle version des zombies de l’Apocalypse, les réalisateurs possédaient heureusement un atout de taille : la ville de Jérusalem dans laquelle ils ont filmé leurs séquences en cachette. Du coup les décors sont toujours d’une grande authenticité et les péripéties du scénario nous permettent de parcourir de nombreux endroits saisissants de la vieille ville. Ce tournage en conditions réelles nous fait regretter d’autant plus la vision chaotique de ce parti pris d’immersion sensorielle qui s’avère frustrant lorsqu’il nous impose de partager le comportement erratique et incohérent d’une héroïne aux hurlements énervants. Quant aux effets spéciaux très basiques, ils ne devraient pas traumatiser grandement les amateurs du genre. Un film peu mémorable qui ne méritera d’être visionné que pour sa ballade underground de Jérusalem. »

— On-Mag